# Ausflugsort
Ausflugsort oder staatlich anerkannter Ausflugsort bezeichnet eine Gemeinde oder einen Gemeindeteil, die eine besondere Bedeutung für den Fremdenverkehr, herausgehobene Sehenswürdigkeiten oder besondere Sport- und Freizeitangebote, entsprechende für den Fremdenverkehr fördernde Einrichtungen sowie ein hohes Aufkommen an Tages- und Übernachtungsgästen nachweisen.
In Deutschland erfolgt die Anerkennung zum staatlich anerkannten Ausflugsort durch das zuständige Ministerium des jeweiligen Bundeslandes beziehungsweise durch die Ämter für regionale Landesentwicklung. Die Anerkennung kann sich auch auf eine Gemeinde oder einen Gemeindeteil beziehen.
Die Auszeichnung soll eine Steigerung der touristischen Attraktivität fördern. Sie erlauben Einzelhändlern beispielsweise in Niedersachsen nach dem Niedersächsischen Gesetz über Ladenöffnungs- und Verkaufszeiten (NLöffVZG) ihre Öffnungszeiten auf bis zu 40 Sonntage pro Jahr auszuweiten. Das gilt insbesondere für Waren zum sofortigen Verzehr, frische Früchte, Tabakwaren, Blumen, Zeitungen sowie ein vornehmlich touristisch geprägtes Sortiment. 
Die 40 Sonntage beginnen ab dem 15. März und gelten bis zum 31. Dezember. Feiertage sind davon ausgenommen. Die entsprechenden Geschäfte sind in der Zeit von 14 bis 18 Uhr geöffnet.